# Richelieu (Indre i Loira)
Richelieu és un municipi francès, situat al departament de l'Indre i Loira i a la regió de Centre – Vall del Loira. L'any 2007 tenia 1.971 habitants.

## Demografia

### Població
El 2007 la població de fet de Richelieu era de 1.971 persones. Hi havia 898 famílies, de les quals 364 eren unipersonals (146 homes vivint sols i 218 dones vivint soles), 307 parelles sense fills, 178 parelles amb fills i 49 famílies monoparentals amb fills.
La població ha evolucionat segons el següent gràfic:
Habitants censats

### Habitatges
El 2007 hi havia 1.154 habitatges, 909 eren l'habitatge principal de la família, 92 eren segones residències i 153 estaven desocupats. 847 eren cases i 302 eren apartaments. Dels 909 habitatges principals, 516 estaven ocupats pels seus propietaris, 382 estaven llogats i ocupats pels llogaters i 10 estaven cedits a títol gratuït; 27 tenien una cambra, 114 en tenien dues, 184 en tenien tres, 282 en tenien quatre i 301 en tenien cinc o més. 587 habitatges disposaven pel capbaix d'una plaça de pàrquing. A 467 habitatges hi havia un automòbil i a 247 n'hi havia dos o més.

### Piràmide de població
La piràmide de població per edats i sexe el 2009 era:
| Homes | Edats   | Dones |
| ----- | ------- | ----- |
| 0     | 95 o +  | 12    |
| 8     | 90 a 94 | 36    |
| 32    | 85 a 89 | 52    |
| 24    | 80 a 84 | 44    |
| 44    | 75 a 79 | 116   |
| 44    | 70 a 74 | 80    |
| 80    | 65 a 69 | 92    |
| 32    | 60 a 64 | 56    |
| 28    | 55 a 59 | 48    |
| 68    | 50 a 54 | 60    |
| 68    | 45 a 49 | 64    |
| 88    | 40 a 44 | 96    |
| 56    | 35 a 39 | 80    |
| 44    | 30 a 34 | 44    |
| 28    | 25 a 29 | 40    |
| 56    | 20 a 24 | 64    |
| 80    | 15 a 19 | 76    |
| 64    | 10 a 14 | 88    |
| 52    | 5 a 9   | 60    |
| 32    | 0 a 4   | 48    |

## Economia
El 2007 la població en edat de treballar era de 1.095 persones, 736 eren actives i 359 eren inactives. De les 736 persones actives 641 estaven ocupades (344 homes i 297 dones) i 95 estaven aturades (44 homes i 51 dones). De les 359 persones inactives 139 estaven jubilades, 108 estaven estudiant i 112 estaven classificades com a «altres inactius».

### Ingressos
El 2009 a Richelieu hi havia 901 unitats fiscals que integraven 1.825,5 persones, la mediana anual d'ingressos fiscals per persona era de 14.726 €.

### Activitats econòmiques
Dels 145 establiments que hi havia el 2007, 1 era d'una empresa extractiva, 6 d'empreses alimentàries, 2 d'empreses de fabricació de material elèctric, 7 d'empreses de fabricació d'altres productes industrials, 19 d'empreses de construcció, 37 d'empreses de comerç i reparació d'automòbils, 4 d'empreses de transport, 14 d'empreses d'hostatgeria i restauració, 2 d'empreses d'informació i comunicació, 8 d'empreses financeres, 6 d'empreses immobiliàries, 12 d'empreses de serveis, 21 d'entitats de l'administració pública i 6 d'empreses classificades com a «altres activitats de serveis».
Dels 48 establiments de servei als particulars que hi havia el 2009, 1 era una oficina d'administració d'Hisenda pública, 1 gendarmeria, 1 oficina de correu, 3 oficines bancàries, 4 tallers de reparació d'automòbils i de material agrícola, 1 autoescola, 3 paletes, 3 guixaires pintors, 4 fusteries, 1 lampisteria, 7 electricistes, 1 empresa de construcció, 2 perruqueries, 10 restaurants, 4 agències immobiliàries i 2 tintoreries.
Dels 17 establiments comercials que hi havia el 2009, 2 eren supermercats, 3 botiges de menys de 120 m², 3 fleques, 3 carnisseries, 1 una peixateria, 2 botigues de roba, 1 una botiga d'equipament de la llar, 1 una botiga d'electrodomèstics i 1 una joieria.
L'any 2000 a Richelieu hi havia 10 explotacions agrícoles que ocupaven un total de 265 hectàrees.

## Equipaments sanitaris i escolars
El 2009 hi havia 2 farmàcies i 1 ambulància.
El 2009 hi havia 1 escola maternal i 3 escoles elementals. Richelieu disposava de 2 col·legis d'educació secundària amb 397 alumnes.

## Poblacions més properes
El següent diagrama mostra les poblacions més properes.